# Takin' Back My Love
"Takin' Back My Love" là một bài hát của Enrique Iglesias và Ciara. Nó được phát hành làm đĩa đơn thứ hai từ album greatest hits thứ hai của Iglesias Greatest Hits vào đầu năm 2009. Ca khúc được sản xuất bởi RedOne, người cũng đồng sáng tác ca khúc này cùng Iglesias và Frankie Storm.
Phiên bản gốc của ca khúc có sự góp mặt của nữ ca sĩ nhạc R&B/pop Ciara và đây là phiên bản đã được phát hành quốc tế. Một phiên bản thứ hai góp mặt Sarah Connor đã phát hành ở Đức, Thụy Sĩ, Nga, Áo, Bồ Đào Nha và Cộng hòa Séc. Ở Pháp, ca khúc này đã được thu âm lại bởi ca sĩ R&B người Pháp Tyssem (trong đó phần hát của cô được hát bằng tiếng Pháp) với tên gọi "Takin' Back My Love (Sans l'ombre d'un remord)".

## Phát hành và quảng cáo
Iglesias biểu diễn ca khúc lần đầu trên chương trình truyền hình Pháp Star Academy cùng với một trong những người chơi của chương trình này, Gaultier. Nó đã nhận được sự đón nhận nhiệt tình khi cả ban giám khảo và khán giả trong trường quay đứng dậy vỗ tay. Chính sự thể hiện này làm cho phiên bản Ciara của ca khúc đã đạt vị trí #3 ở Pháp.
Enrique và Ciara cùng nhau thể hiện ca khúc lần đầu tiên tại Pro Bowl Half-time Show 2009 ở Hawaii. Sau đó, do bận rộn với công việc thu âm, Ciara đã không tham gia vào công việc quảng cáo cho đĩa đơn ở châu Âu, và nữ ca sĩ người Úc Gabriella Cilmi đã được mời để hát trong hầu hết những lần ca khúc được biểu diễn ở châu Âu. Enrique chỉ thể hiện ca khúc lần thứ hai cùng Ciara ở Luân Đôn, tại Capital FM Summertime Ball 2009.
Iglesias cũng đã thể hiện ca khúc cùng Sarah Connor trong chương trình Đức Nur Die Liebe Zaehlt.

## Video âm nhạc
Video âm nhạc cho "Takin' Back My Love" được quay ở Los Angeles ngày 13 tháng 1 năm 2009, đạo diễn bởi đạo diễn người Na Uy Ray Kay. Nó được phát hành vào tháng 2 năm 2009. Bối cảnh chính của video là ở một ngôi nhà sang trọng, trong đó một cặp tình nhân (Enrique Iglesias và Ciara) cãi vã nhau và đập vỡ đồ đạc trong nhà.
Một video âm nhạc cho phiên bản có Sarah Connor đã phát hành vào tháng 3 năm 2009. Nó cũng là video âm nhạc của phiên bản Ciara những có chèn một số cảnh quay hát và nhảy của Sarah Connor.
Video âm nhạc phiên bản Ciara đã được xem hơn 61 triệu lượt trên YouTube.

## Danh sách bài hát và định dạng
UK Digital Single (Phát hành 23 tháng 3 năm 2009)
1. "Takin' Back My Love" (có mặt Ciara) (Radio Edit) - 3:51
2. "Takin' Back My Love" (có mặt Ciara) (Moto Blanco Radio Mix) - 3:51
3. "Takin' Back My Love" (Video) - 3:57

France CD Single (Phát hành: 9 tháng 3 năm 2009)
1. "Takin' Back My Love" (có mặt Tyssem) (Sans L'Ombre D'Un Remord) - 3:51
2. "Takin' Back My Love" (có mặt Ciara) (Main Version) - 3:51
3. "Takin' Back My Love" (có mặt Ciara) (Junior Caldera Club Remix) - 5:20
4. "Takin' Back My Love" (có mặt Ciara) (Glam As You Club Mix) - 7:59

German CD Single (Phát hành 23 tháng 3 năm 2009)
1. "Takin' Back My Love" (có mặt Sarah Connor) (Radio Mix) – 3:50
2. "Takin' Back My Love" (có mặt Sarah Connor) (Alternate Mix) – 3:50
3. "Takin' Back My Love" (có mặt Sarah Connor) (Video) - 3:57

## Xếp hạng
| Bảng xếp hạng (2009)               | Vị trí cao nhất |
| ---------------------------------- | --------------- |
| Austrian Singles Chart(1)          | 19              |
| Belgium (Flanders) Singles Chart   | 7               |
| Belgium (Wallonia) Singles Chart   | 9               |
| Danish Singles Chart               | 8               |
| Dutch Top 40                       | 5               |
| European Hot 100 Singles           | 3               |
| Finnish Singles Chart              | 9               |
| French SNEP Singles Chart          | 2               |
| German Singles Chart(1)            | 9               |
| Greek Singles Chart                | 6               |
| Irish Singles Chart                | 7               |
| Romanian Singles Chart             | 1               |
| Russian Airplay Chart              | 2               |
| Swedish Singles Chart              | 40              |
| Swiss Singles Chart                | 23              |
| Turkey Top 20 Chart                | 5               |
| UK Singles Chart                   | 12              |
| UK R&B Chart                       | 5               |
| U.S. Billboard Hot Dance Club Play | 4               |

| Bảng xếp hạng cuối năm (2009)    | Vị trí |
| -------------------------------- | ------ |
| Belgian (Flanders) Singles Chart | 43     |
| Belgian (Wallonia) Singles Chart | 35     |
| Eurochart Hot 100                | 13     |
| French Singles Chart             | 5      |